# Schwyz (district)
Schwyz is een district van het kanton Schwyz. Het omvat met 506,4 km² de helft van de totale oppervlakte van het kanton en bestaat uit de volgende 15 politieke gemeentes:
| Wapenschild   | Gemeentenaam  | Inwoners (dec 2006) | Oppervlakte (km2) | Gemeente nummer |
| ------------- | ------------- | ------------------- | ----------------- | --------------- |
| Alpthal       | Alpthal       | 516                 | 22,9              | 1361            |
| Arth          | Arth          | 10.062              | 48,6              | 1362            |
| Illgau        | Illgau        | 788                 | 10,9              | 1363            |
| Ingenbohl     | Ingenbohl     | 7992                | 16,2              | 1364            |
| Lauerz        | Lauerz        | 977                 | 9,2               | 1365            |
| Morschach     | Morschach     | 904                 | 23,4              | 1366            |
| Muotathal     | Muotathal     | 3532                | 172,4             | 1367            |
| Oberiberg     | Oberiberg     | 771                 | 32,9              | 1368            |
| Riemenstalden | Riemenstalden | 80                  | 11,2              | 1369            |
| Rothenthurm   | Rothenthurm   | 2047                | 22,8              | 1370            |
| Sattel        | Sattel        | 1611                | 17,3              | 1371            |
| Schwyz        | Schwyz        | 14.171              | 53,3              | 1372            |
| Steinen       | Steinen       | 3043                | 11,8              | 1373            |
| Steinerberg   | Steinerberg   | 869                 | 7,0               | 1374            |
| Unteriberg    | Unteriberg    | 2306                | 46,5              | 1375            |
|               | Totaal (15)   | 49.669              | 506,4             | 0506            |

Einsiedeln · Gersau · Höfe · Küssnacht · March · Schwyz